# Biblioteka Hadriana
Biblioteka Hadriana (gr. Βιβλιοθήκη του Αδριανού) – wielofunkcyjna biblioteka wzniesiona w II wieku n.e. w Atenach (Grecja), obecnie zachowana w stanie ruiny.

## Historia
Gmach został ufundowany przez cesarza Hadriana i został wzniesiony przypuszczalnie w latach 131–132. Był wzorowany na Templum Pacis (zob. Forum Wespazjana), miał to być obiekt o charakterze wielofunkcyjnego centrum kulturalnego. Odwiedził go Pauzaniasz i zostawił jego krótki opis w dziele pt. Wędrówki po Helladzie (1.18.9). Zniszczyli go Herulowie w 267 roku podczas napaści. Pozostałości zostały włączone do rzymskiego muru obronnego. Reperował je eparcha Herkuliusz w 412 roku.
Na miejscu obiektu w czasach bizantyjskich zbudowano trzy kościoły – na dziedzińcu wzniesiono czworoboczny kościół w V wieku. Na jego miejscu postawiono trójnawową bazylikę w VII wieku, którą z kolei zastąpiono jednonawową świątynią Megale Panagia w XI wieku. W czasach panowania tureckiego kościół był wykorzystywany jako siedziba wojewody, a następnie na terenie biblioteki powstały koszary króla Ottona I Wittelsbacha.
Obiekt był nazywany biblioteką od XIX wieku. Pierwsze prace archeologiczne przeprowadził Wilhelm Dörpfeld i Stefanos Kumanudis po pożarze agory i kościoła Megale Panagia w 1885 roku. Drugie wykopaliska prowadzili Włosi, a po nich Giannes Meliades i Anastasios Orlandos, a także Joanis Trawlos w latach 70. i 80. XX wieku. Od 1987 roku były prowadzone rządowe wykopaliska w części zachodniej.
Zachowały się ruiny, głównie jedna ściana biblioteki. Podjęto się rekonstrukcji zachodniej fasady oraz kolumnady bazyliki w latach 1960–1970, a w latach 1975–1976 zajmowano się odtworzeniem propylonu.

## Architektura
Budynek znajduje się na skraju agory ateńskiej, w północnej części forum rzymskiego. Został wzniesiony na rzucie prostokąta o wymiarach około 122 na 82 m z wapienia poros i marmuru pentelickiego (mur zachodni). Od zachodu znajduje się propylon przez niego prowadziło jedyne wejście do wnętrza. Cztery kolumny propylonu wykonano z różowego marmuru frygijskiego, a korynckie kapitele oraz fronton z marmuru pentelickiego. Możliwe, że do budowy wykorzystano także marmur cipollino.
Wewnątrz znajdował się perystylowy dziedziniec (z czterema perystazami z białego i różowego marmuru frygijskiego – quadriporticus) o wymiarach 82 na 60 m z ogrodem i podłużną cysterną pośrodku, otoczoną przez posągi. Pauzaniasz wspomniał, że obiekt posiadał sto kolumn z frygijskiego kamienia.
Wnętrza obejmowały: centralną salę biblioteki z trzema wnękami na papirusy, czytelnie, sale wykładowe i gabinety.

## Galeria

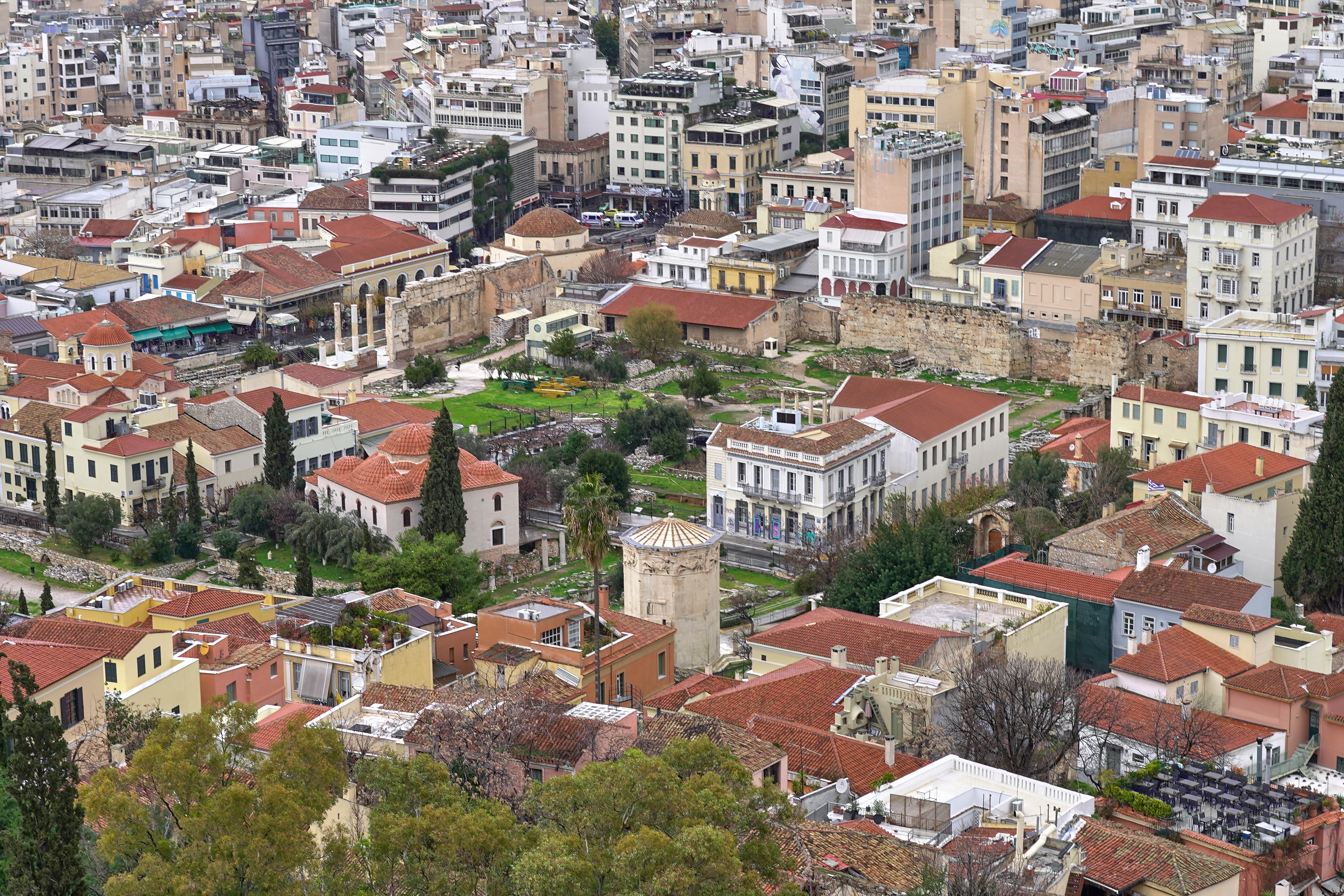
Widok z Akropolu (2020)
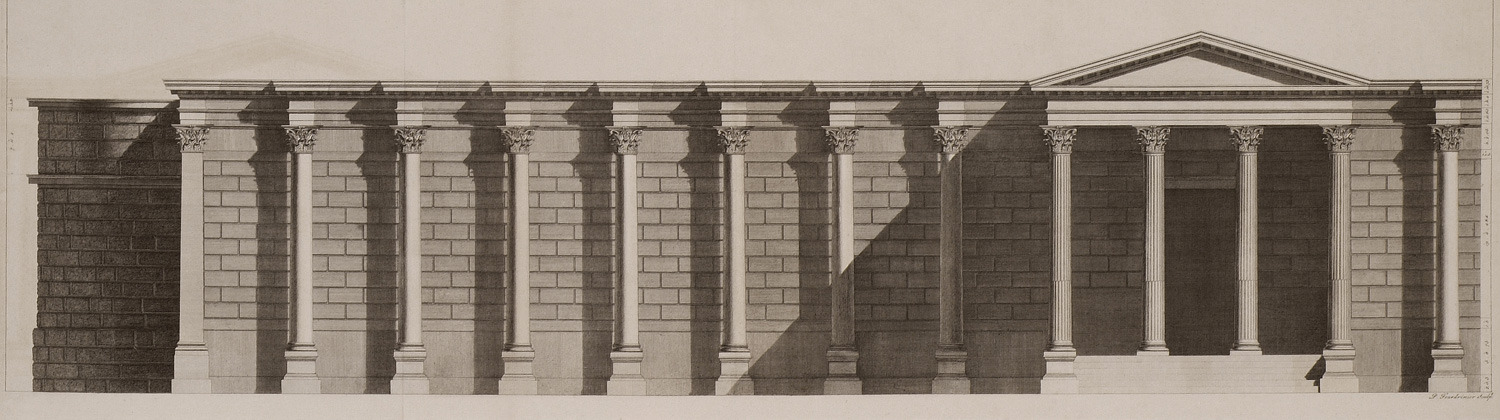
Przypuszczalny wygląd fasady (grafika z 1794)
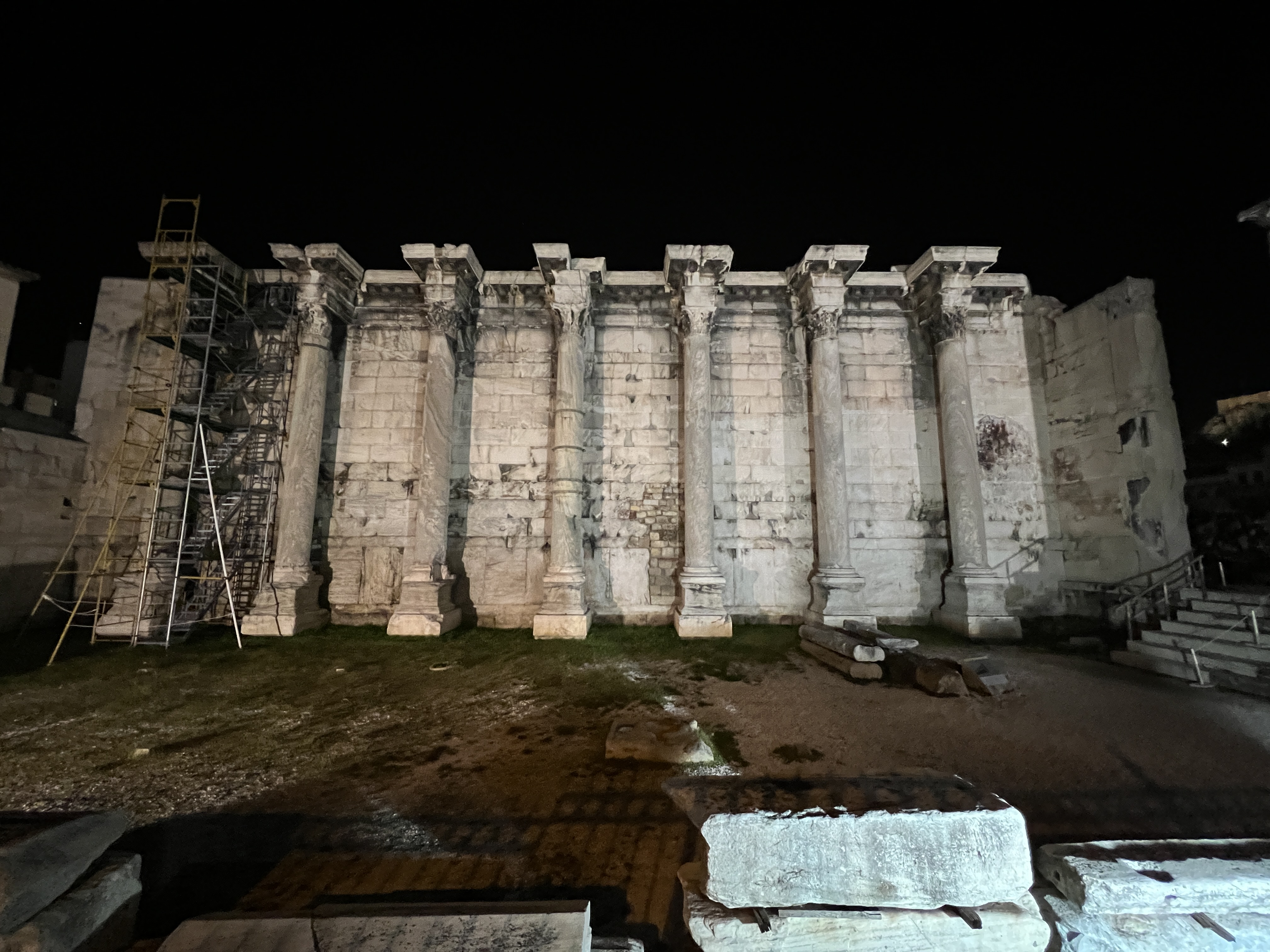
Fasada (2022)
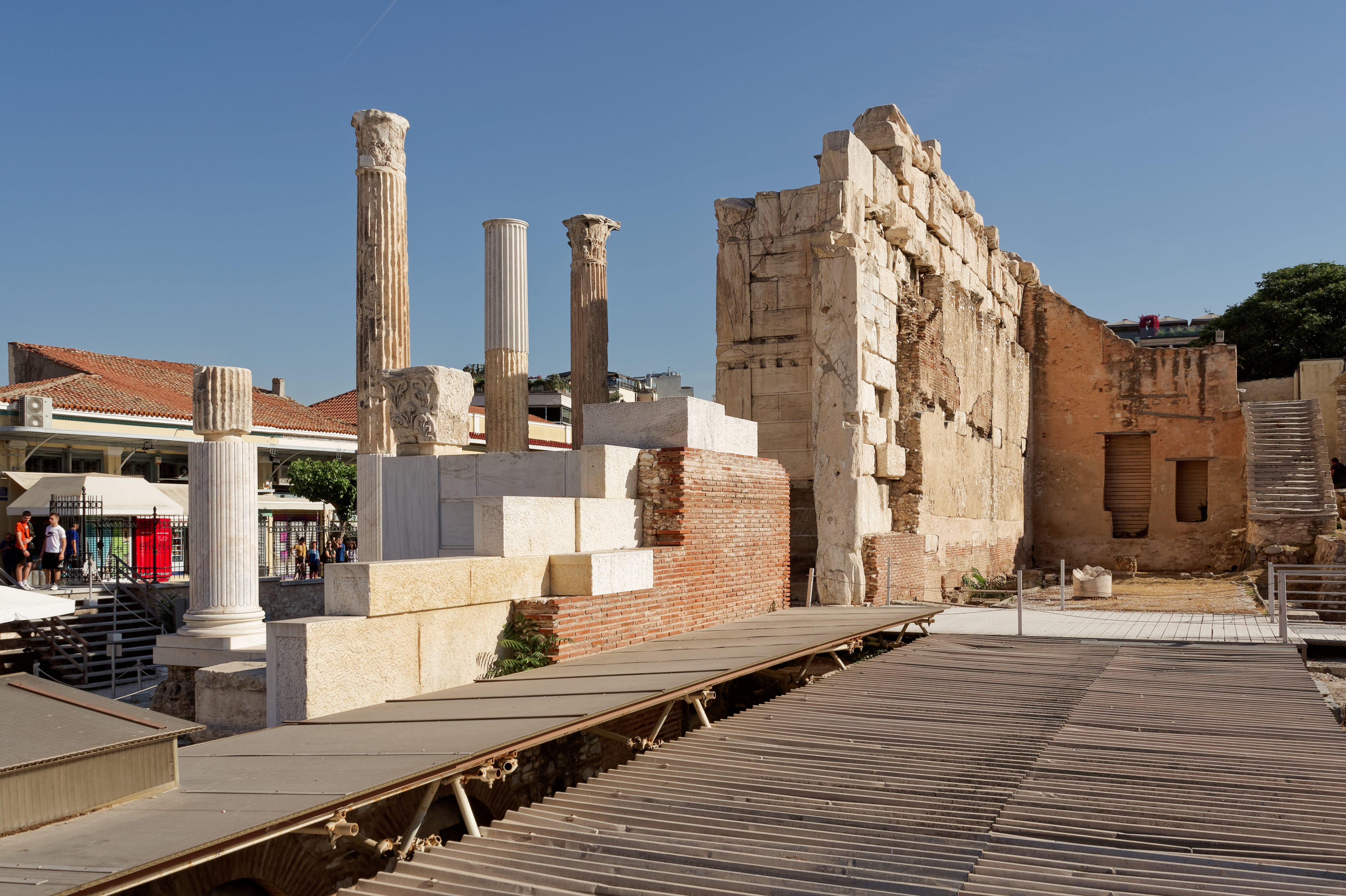
Ruiny biblioteki (2024)
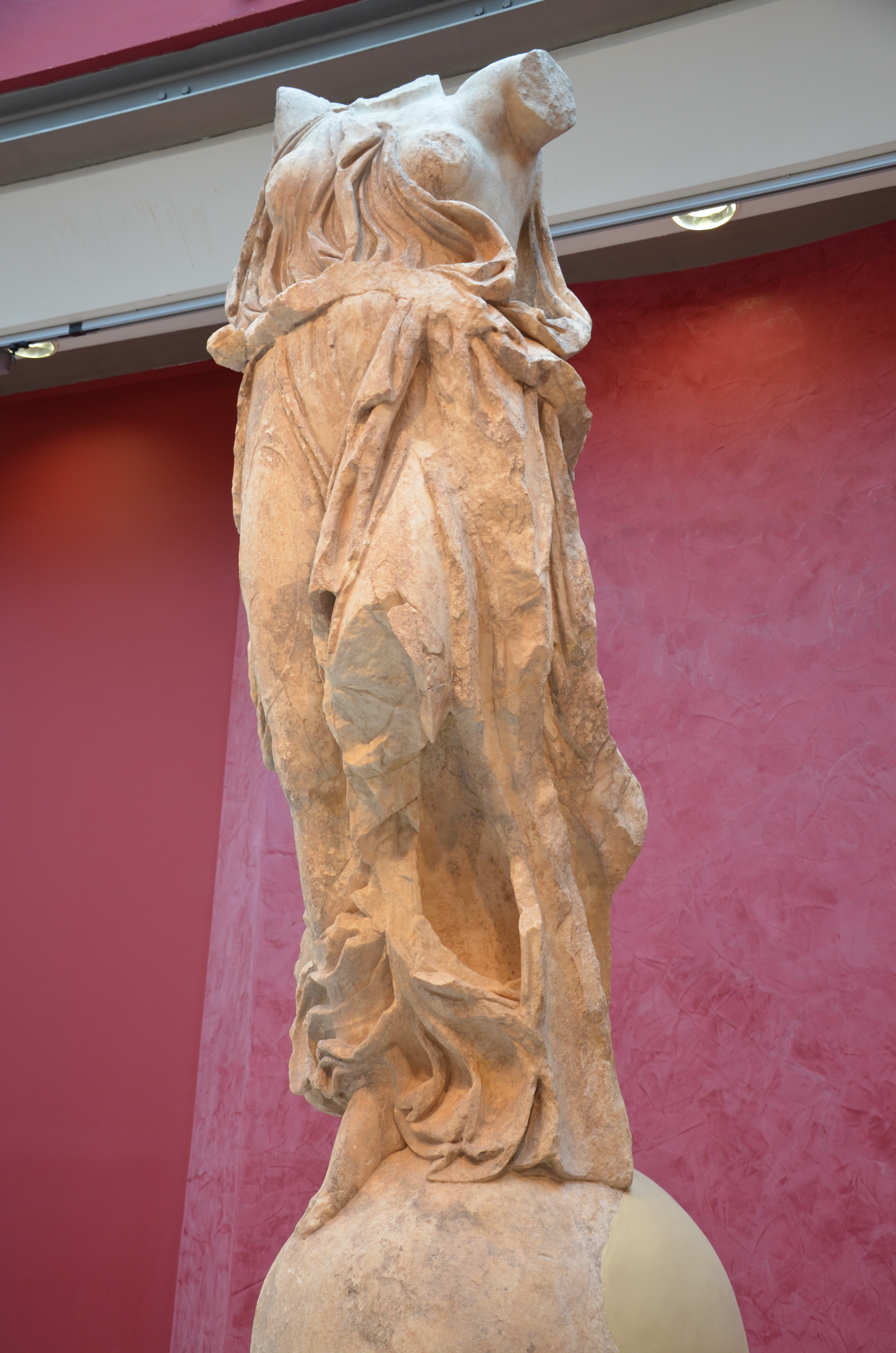
Posąg Nike (2014)
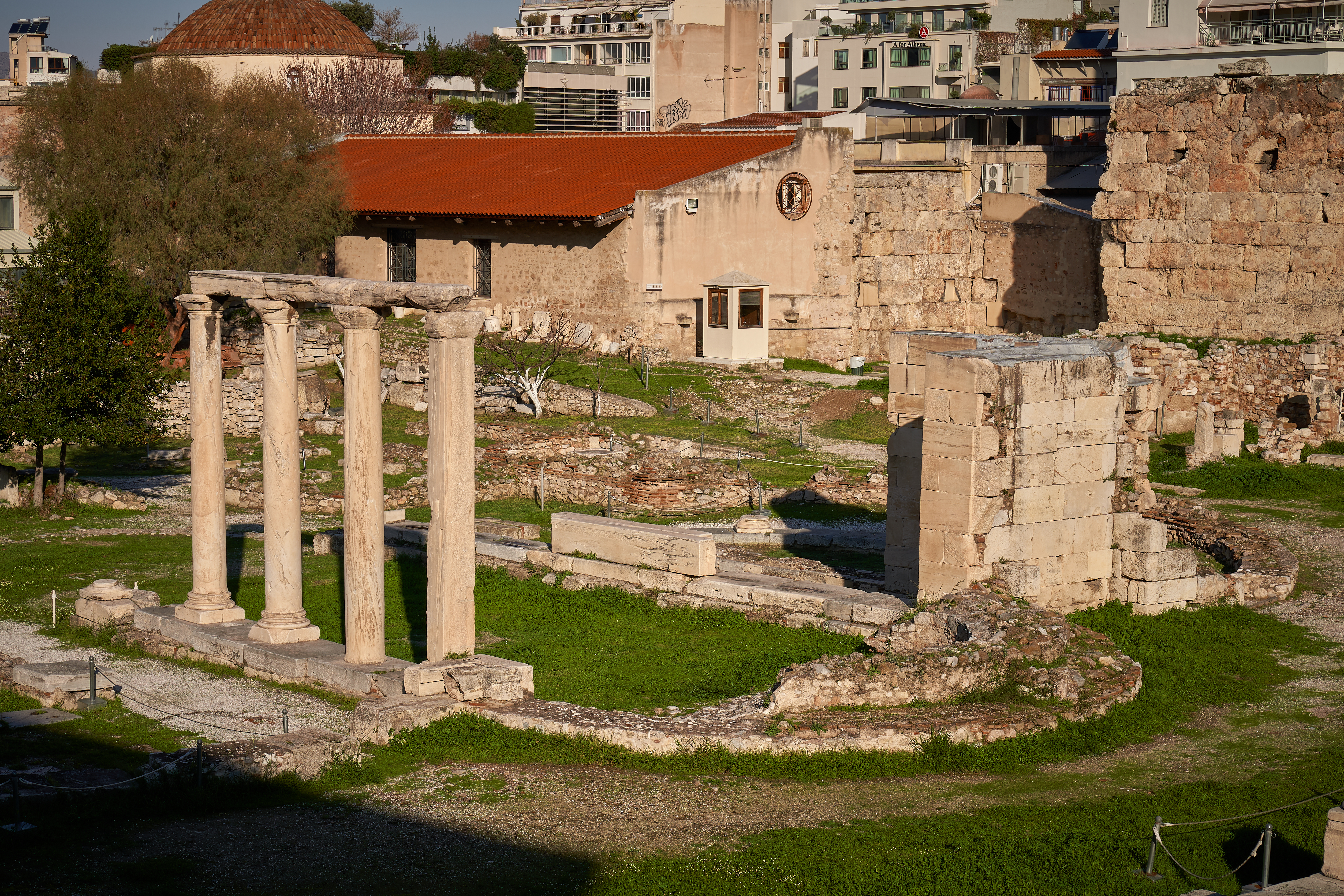
Pozostałości kościoła Megali Panagia (2021)
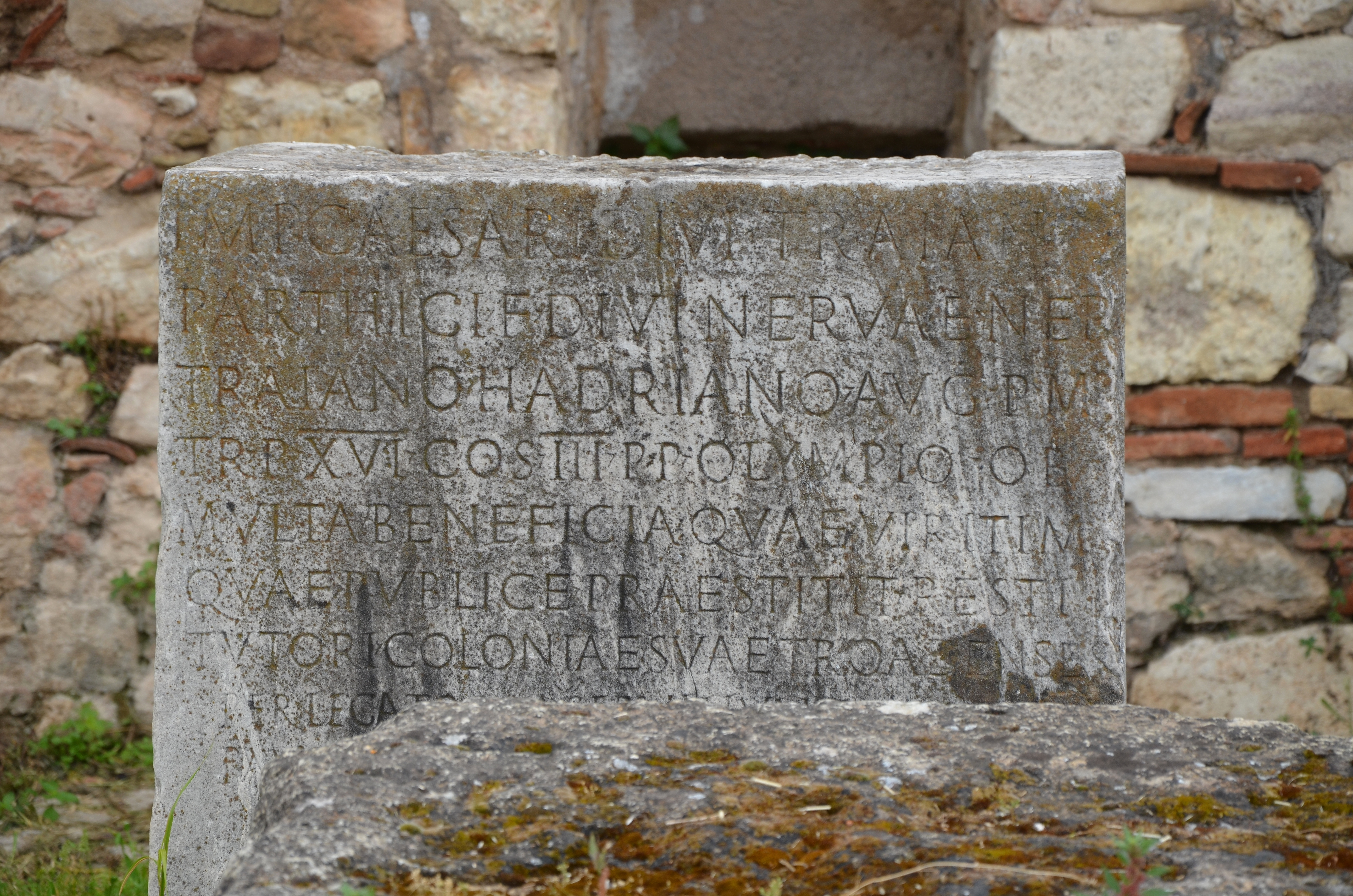
Łacińska inskrypcja wspominająca cesarza Hadriana (2014)